# Cembra Lisignago
Cembra Lisignago är en kommun i provinsen Trento i regionen Trentino-Sydtyrolen i Italien. Kommunen hade 2 333 invånare (2018).
Kommunen Cembra Lisignago bildades den 1 januari 2016 genom en sammanslagning av de tidigare kommunerna Cembra och Lisignago.